# شخصیت‌های درونی

شخصیت‌های درونی

اساس نظریه اولیه تحلیل رفتار متقابل، بر پایه حالت‌های شخصیتی ارائه گردیده. اریک برن این حالت‌های شخصیتی را در سه بخش «والد»، «بالغ» و «کودک» معرفی نمود؛ که شامل نوعی نظام به هم پیوسته فکر کردن، احساس کردن و رفتار کردن است.

## کودک
جزء اول شخصیت‌های تعریف شده در نظریهٔ بازی‌ها کودک است. کودک به دسته‌های کودک طبیعی، پروفسور کوچولو، کودک سازگار، کودک طغیان‌گر، و کودک آزرده تقسیم می‌شود.
این بخش شخصیت بدون هیچ تدبر، فکر یا بررسی جوانب، فقط با احساسات و لذات سرو کار دارد. پیوسته به دنبال لذت جویی و دفع درد و رنج است.
سه خاصیت کلی «حالت من کودک» عبارت است از:
۱ – هرگز از لذت جویی سیر نمی‌شود.
۲ – آینده را نمی‌بیند.
۳ – خواسته اش را به تأخیر نمی‌اندازد.
احساسات منفی، خلاقیت، کنجکاوی، علاقه به دانستن، اصرار به تجربه کردن و احساس کردن از جمله خصوصیات حالت من کودک است. این بخش از شخصیت فرد را وامی‌دارد که هر چیزی را شخصاً خودش تجربه کند. اصلاً خویشتن دار نیست و به عواقب احتمالی رفتارش توجهی ندارد.
تمایلی به رعایت قیود اجتماعی، عرف، مذهب، قانون، تعقل و… ندارد…

## والد
والد کاملاً بر عکس کودک عمل می‌کند. طرز شناسایی والد با جملات شرطی شده‌ای ست که به دیگران می‌دهد. والد را دو دسته طبقه‌بندی می‌کنند: والد کنترل‌گر (یا والد مستبد) و والد حمایت‌گر (یا والد مهربان).

## بالغ
بالغ متعادل‌کنندهٔ رفتارهای کودک و والد است. بالغ همان‌طور که از نامش پیدا است، شخصیتی است که در رفتار و کارهایش احساساتی نمی‌شود و فکر می‌کند و از طرفی دائم به دیگران دستور نمی‌دهد. شخصیت بالغ سرد و خالی از هر گونه لذت کودکانه است، برای همین باید شخصیت کودک خوب و بالغ را در درون هر انسانی به کرسی نشاند تا هم فکر کرده کارهایش را انجام بدهد و هم از انجام دادن کارهای غریزی کودکش لذت ببرد.
منهدم کردن کودک به اندازهٔ نابود شدن هر کدام از دیگر شخصیت‌ها فاجعه آفرین است، کسی که کودک آزرده یا بدون کودک باشد (بخصوص والد قوی) دیگر از چیزی لذت نمی‌برد و زندگی برایش یک افسردگی طولانی مدت است.

### رویکردها
یادگیری مهارت‌های درست فکر کردن منجر به بلوغ می‌شود، به رفتارها، افکار و تمام چیزهایی که مربوط به دیگر شخصیت‌های درونی می‌شود. باید منشأ این افکار و اعمال را درست و بدون هیچ اغماضی مشخص کرد تا به درک حقیقی از درون خود راه برد. وقتی هر کسی به این درک برسد که رفتارش را می‌تواند در بدترین مواقع کنترل کند، بالغ اش قدرتمند شده و برای رو به رویی با هر چیزی آماده است.
در تحلیل رفتار متقابل هر تغییر رفتاری یا احساسی در مرحله اول با بینش منطقی شروع می‌گردد که در واقع شناخت مجموعه نقاط ضعف و قوت رفتار، تفکر یا احساس فرد است و پس از پذیرش منطقی آن، توسط حالت‌های شخصیتی، درک احساسی جهت تغییر نهایی حاصل می‌شود. مهم‌ترین عوامل کمک‌کننده برای قبول و پذیرش تغییر در نظریه تحلیل رفتار متقابل شفاف بودن، عامل بودن؛ و انعقاد قرار داد برای تغییر در خویشتن است که قرار داد توسط خود درمان جو یا بین او و درمانگر تعیین می‌شود.